# El Bardal (Ávila)
El Bardal es una localidad española, actualmente deshabitada,  del municipio de Aldeanueva de Santa Cruz, perteneciente a la provincia de Ávila, en la comunidad autónoma de Castilla y León.

## Geografía
El Bardal está situado a 1140 m sobre el nivel del mar en las estribaciones de la sierra de Villafranca, a unos 10 km de El Barco de Ávila, a 77 km de Ávila y a 187 km de Madrid.

## Historia
A mediados del siglo XIX, el lugar tenía contabilizadas 9 casas. Aparece descrito en el cuarto volumen del Diccionario geográfico-estadístico-histórico de España y sus posesiones de Ultramar de Pascual Madoz de la siguiente manera:

BARDAL: barrio dependiente del l. de Aldeanueva de Santa Cruz, en la prov. de Avila, part. jud. del Barco de Avila: sit. á la parte occidental de su matriz (1/4 leg.), á la falda del cerro de Cabeza Pelada; tiene 9 casas malas, y está gobernado por un alc. p.: todas sus circunstancias de felig., pobl. y riqueza estan comprendidas en el art. Aldeanueva de Santa Cruz. (V.)
(Madoz, 1846, p. 21)

El pueblo está deshabitado desde 1981, cuando sus dos últimos habitantes decidieron marcharse del pueblo. El abandono del pueblo se debió a la falta de carretera, la falta de agua, de transporte y de electricidad, por lo que los habitantes emigraron, aunque no lo hicieron muy lejos; emigraron a las localidades vecinas de Aldeanueva de Santa Cruz y Los Cuartos.
El pueblo, por su abandono, está muy deteriorado. La maleza poco a poco se está apoderando del lugar, algunos muros, fachadas o tejados han caído, y al no haber habido nunca una carretera en el pueblo, la pista de acceso es impracticable, hasta para un vehículo adecuado.